# Brignoliella sarawak
Brignoliella sarawak är en spindelart som beskrevs av Shear 1978. Brignoliella sarawak ingår i släktet Brignoliella och familjen Tetrablemmidae. Inga underarter finns listade.